# Jack Eastwood
John Coulter "Jack" Eastwood, född 7 mars 1908 i Toronto, död där 22 mars 1995, var en kanadensisk vinteridrottare som var aktiv inom konståkning under 1920-talet och 30-talet. Han medverkade vid olympiska spelen i Saint Moritz 1928. Han kom på 16:e plats i singelåkning och på 10:e plats i par tillsammans med Maude Smith.